# Legend: Hand of God
Legend: Hand of God ist der Titel eines 2007 erschienenen Computer-Rollenspieles mit Action-Elementen. Erstellt wird es von Entwicklerstudio Master Creating aus Hamburg, das bereits mit Restricted Area erfolgreich war und innerhalb des deutschsprachigen Raumes gute Noten der Fachpresse erhielt.

## Geschichte
Der Held Targon steht kurz vor der Aufnahme als Adept im Orden der Heiligen Flamme. Doch in der Nacht vor seiner Aufnahme verlischt die Ewige Flamme und das Land Aris wird abermals von Dämonen heimgesucht. Nur durch die so genannte Hand Gottes ist es möglich, die Eindringlinge zu besiegen und das Portal für immer zu verschließen ...

## Besonderheiten zu anderen Rollenspielen
Zum einen zeichnet sich Legend durch das „Cinematic Combat System“ aus, eine Funktion, die realistische 3D-Kämpfe ermöglicht. Zum anderen wurde der Mauszeiger als Lichtelfe konzipiert, die dem Spieler Tipps gibt und außerdem in dunklen Bereichen als Lichtquelle dient. Für die Stimme der Elfe sorgt die Schauspielerin Cosma Shiva Hagen, der die Elfe nachempfunden ist. Sie wirbt auch auf der Verpackung und anderweitig für das Spiel.

## Fassungen

### Collector’s Edition
Parallel zum Spiel erschien auch eine Collector’s Edition zu Legend: Hand of God. Zusätzlich zum PC-Spiel lagen der – in spezieller Buchform gehaltenen – Verpackung ein Soundtrack, der Roman zum Spiel, ein Hörbuch, ein Art-Book und ein Tattoo des Gamelogos bei.

### Browsergame Legend/Tanoth
Der Entwickler Master Creating hatte am 6. März 2008 ein Spin-off in Form eines Browsergames veröffentlicht, das bis September 2009 Legend hieß. Unter dem neuen Namen Tanoth wurde es seit Anfang Oktober 2009, nach der Trennung vom Entwickler Master Creating, von der Gameforge AG in mehreren Sprachen – unter anderem Deutsch (Tanoth.de), Englisch, Französisch, Spanisch – bereitgestellt und weiterentwickelt. Es war kostenlos spielbar, konnte aber, wie im Genre üblich, auch über den Kauf von sogenannten Blutsteinen beschleunigt werden. So waren zum Beispiel mehr Abenteuer pro Tag möglich.
Das Spiel wurde erstmals Anfang 2009 stark erweitert. Es gab seitdem einen Alchemisten, und man hatte die Möglichkeit, Dungeons zu beschreiten, um neue Gegenstände oder Gold zu finden. Des Weiteren hatte man kleine Specials eingebaut; so bekam man je nach Höhe bzw. Anzahl der gearbeiteten Stunden, der bestrittenen Abenteuer, der Stufe der Dungeons, der Stufe des Helden, geworbene Freunde und gewonnene Kämpfe Bonusattribute. Je höher die Stufe bzw. Anzahl, desto mehr Bonusattribute bekam man für die geleisteten Erfolge.
Zum 31. Juli 2020 wurde der Spielbetrieb eingestellt und alle Server dauerhaft vom Netz genommen.

## Abgeleitete Werke

### Bücher
2007 ist ein Roman vom Panini Verlag mit dem Titel Legend: Hand of God: Dämonensturm erschienen. Dieser erzählt die Vorgeschichte zum PC-Spiel. Auch ein Hörbuch auf Audio-CD ist erhältlich.

### Kinofilm
2007 sicherte sich Regisseur Uwe Boll die Filmrechte an Legend und kündigte den Drehbeginn ursprünglich für 2008 an. Boll lobte am Spiel die „düstere Atmosphäre und seine sehr eigene Art der Fantasy“. Als Budget wurden 40 Millionen Dollar angesetzt. Bis auf die Ankündigung des Films wurden bislang jedoch keine weiteren Planungen unternommen.

## Presse
- GameStar, Patrick C. Lück: „Nicht jedes neue Spiel braucht ausgefallene Ideen, um gut zu sein. Manchmal reicht es schon, mit Sorgfalt die Stärken alter Klassiker zeitgemäß umzusetzen. Legend schafft das. (...) Warum reicht es dann wertungstechnisch nicht in Spitzenregionen? Nun, wenn man schon kaum neue Ideen präsentiert, dann hätte es vom Rest ein wenig mehr sein dürfen: mehr Quests, mehr Abwechslung, mehr Story, mehr Items.“ (79 Prozent Spielspaß)[2]
- PC Powerplay, David Bergmann: „Legend macht Spaß, weil das Töten der Monster flott von der Hand geht – und weil das Sammeln neuer Items seine berüchtigte Suchtwirkung nicht verfehlt.“ (69 Prozent)
- PC Games: „Tolle Lichteffekte und plastische Texturen in Höhlen, (...) geschmeidig animierte Kämpfe, (...) belanglose Geschichte, kurze Spieldauer“ (69 Prozent)